# چهاردهمین جوایز سالانه دستاوردهای تعاملی
چهاردهمین جوایز سالانه دستاوردهای تعاملی مراسمی بود که برای تجلیل از بهترین بازی‌ها در صنعت بازی‌های ویدیویی در ۱۱ فوریه ۲۰۱۱ در رد راک کازینو، استراحتگاه و اسپا برگزار شد. همچنین به عنوان بخشی از آکادمی دی.آی.سی.ای. در سال ۲۰۱۱ برگزار شد و جی مهر میزبان مراسم بود.